# Fingrid
Fingrid Oyj ist eine finnische Gesellschaft mit Sitz in Helsinki, die als nationaler Übertragungsnetzbetreiber das dortige Hochspannungsleitungsnetz unterhält.

## Geschichte

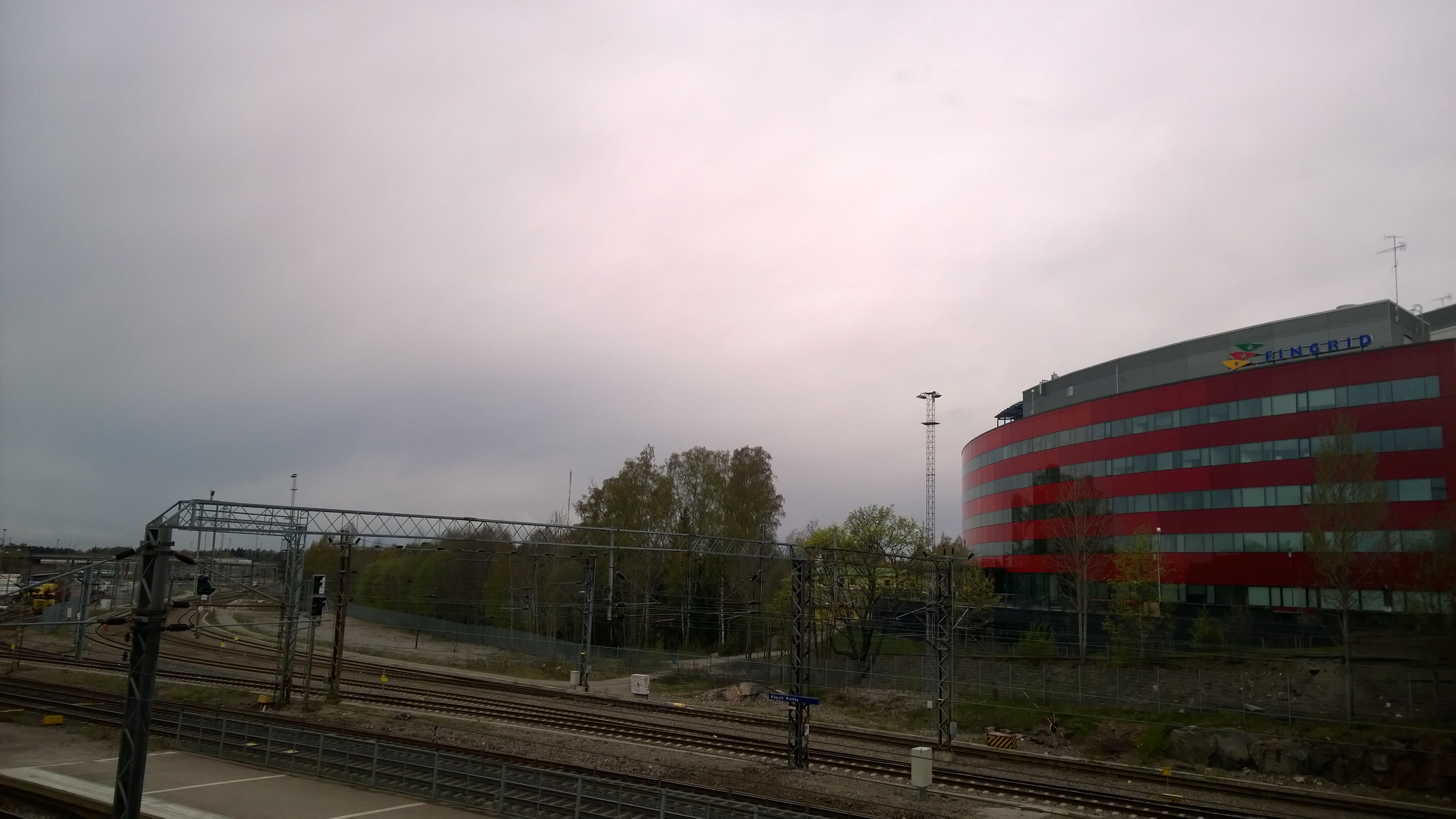
Fingrid-Zentrale (rechts) in Helsinki 2014

Das Unternehmen, das auch Mitglied im Verband Europäischer Übertragungsnetzbetreiber (ENTSO-E) ist, wurde am 29. November 1996 gegründet und nahm am 1. September 1997 den Betrieb auf.
Im finnischen Stromgesetz ist festgelegt, dass es nur einen Übertragungsnetzbetreiber gibt; Fingrid hat das Monopol (natürliches Monopol) in Finnland.
Eigentumsverhältnisse (Stand 2017):
- 28,2 Prozent finnischer Staat
- 26,4 Prozent Aino Holding Ky
- 24,9 Prozent National Emergency Supply Agency
- 19,9 Prozent Ilmarinen Mutual Pension Insurance Company
- 0,6 Prozent andere institutionelle Anleger

Bis 2011 waren die beiden finnischen Energieunternehmen Fortum und Pohjolan Voima Miteigentümer; ihnen gehörten je 25 Prozent der Aktien. In Folge des Dritten Energiepakets der EU und der damit verbundenen Entflechtungsvorgaben (Unbundling) mussten sie ihre Aktien verkaufen.
Fingrid besitzt 33,3 Prozent der Anteile von eSett Oy und 18,8 Prozent der Anteile der skandinavische Strombörse Nord Pool, die ihren Sitz in Oslo hat. 100-prozentige Tochterunternehmen sind Finextra Oy (ehemals Fingrid Verkko Oy) und Fingrid Datahub Oy.

## Netz
Das Fingrid-Stromnetz (Spannungsebenen 400, 220 und 110 kV) hat eine Leitungslänge von etwa 14.600 Kilometern und rund 120 Umspannwerke. 
Fingrid betreibt auch alle Verbindungen in Nachbarländer wie beispielsweise Fenno-Skan und Fenno-Skan 2 zusammen mit dem schwedischen Svenska kraftnät. Es bestehen auch Verbindungen nach Estland und Norwegen (220 kV).
Es gibt mehrere Hochspannungs-Gleichstrom-Übertragungs-Leitungen: 
Fenno-Skan 1 (400 MW) von Rauma nach Dannebo (Schweden) und Fenno-Skan 2 (800 MW) von Rauma nach Finnböle (Schweden). Eine 100 MW Gleichspannungsleitung verbindet Naantali und die Insel Åland; diese Leitung gehört dem Unternehmen Kraftnät Åland und wird von ihm auch betrieben.
Die Übertragung aus dem und in das russische Netz wurde am 13. Mai 2022 von russischer Seite unterbrochen.
Die Einstellung der russischen Stromlieferungen wird darauf zurückgeführt, dass Präsident Sauli Niinistö und Ministerpräsidentin Sanna Marin sich am Tag zuvor in einer gemeinsamen Erklärung deutlich für einen NATO-Beitritt Finnlands ausgesprochen hatten.
Die Sozialdemokratische Partei Finnlands, deren Vorsitzende Marin ist, hat sich am 14. Mai 2022 für einen Beitritt ausgesprochen; ein positives Votum für einen Beitritt bei einer Abstimmung im Parlament gilt als sicher.
Im Jahr 2016 wurden in Finnland 85,1 TWh elektrischem Strom verbraucht; 68,6 TWh davon wurden im Fingrid-Netz übertragen.